# Campeonato Mundial de Atletismo de 2022 - Maratona feminina
A competição da maratona feminina no Campeonato Mundial de Atletismo de 2022 foi realizada em Eugene, nos Estados Unidos, no dia 18 de julho de 2022.

## Recordes
Antes da competição, os recordes eram os seguintes:
| Recorde mundial                               | Brigid Kosgei (KEN)   | 2:14:04 | Chicago, Estados Unidos | 13 de outubro de 2019   |
| Recorde do campeonato                         | Paula Radcliffe (GBR) | 2:20:57 | Helsínquia, Finlândia   | 14 de agosto de 2005    |
| Recorde do ano                                | Brigid Kosgei (KEN)   | 2:16:02 | Tóquio, Japão           | 6 de março de 2022      |
| Recorde da África                             | Brigid Kosgei (KEN)   | 2:14:04 | Chicago, Estados Unidos | 13 de outubro de 2019   |
| Recorde da Ásia                               | Mizuki Noguchi (JPN)  | 2:19:12 | Berlim, Alemanha        | 25 de setembro de 2005  |
| Recorde da América do Norte, Central e Caribe | Keira D'Amato (USA)   | 2:19:12 | Houston, Estados Unidos | 16 de janeiro de 2022   |
| Recorde da América do Sul                     | Gladys Tejeda (PER)   | 2:25:57 | Sevilha, Espanha        | 20 de fevereiro de 2022 |
| Recorde da Europa                             | Paula Radcliffe (GBR) | 2:15:25 | Londres, Reino Unido    | 13 de abril de 2003     |
| Recorde da Oceania                            | Benita Willis (AUS)   | 2:22:36 | Chicago, Estados Unidos | 22 de outubro de 2006   |

Os seguintes recordes mundiais ou olímpicos foram estabelecidos durante esta competição:
| Data        | Evento | Atleta                   | Tempo   | Notas                 |
| ----------- | ------ | ------------------------ | ------- | --------------------- |
| 18 de julho | Final  | Gotytom Gebreslase (ETH) | 2:18:11 | Recorde do campeonato |

## Medalhistas
| Ouro                     | Prata              | Bronze                       |
| Gotytom Gebreslase (ETH) | Judith Korir (KEN) | Lonah Chemtai Salpeter (ISR) |

## Tempo de qualificação
| Tempo de qualificação |
| --------------------- |
| 2:29:30               |

## Calendário
| Data        | Horário | Fase  |
| ----------- | ------- | ----- |
| 18 de julho | 06:15   | Final |

Todos os horários estão no horário local (UTC-7)

## Resultado final
A final ocorreu dia 18 de julho às 06:15. 
| Pos.              | Atleta                 | Nacionalidade      | Tempo   | Notas                 |
| ----------------- | ---------------------- | ------------------ | ------- | --------------------- |
| Medalha de ouro   | Gotytom Gebreslase     | Etiópia            | 2:18:11 | Recorde do campeonato |
| Medalha de prata  | Judith Korir           | Quênia             | 2:18:20 | Recorde pessoal       |
| Medalha de bronze | Lonah Chemtai Salpeter | Israel             | 2:20:18 |                       |
| 4                 | Nazret Weldu           | Eritreia           | 2:20:29 | Recorde nacional      |
| 5                 | Sara Hall              | Estados Unidos     | 2:22:10 | Recorde da temporada  |
| 6                 | Angela Tanui           | Quênia             | 2:22:15 |                       |
| 7                 | Emma Bates             | Estados Unidos     | 2:23:18 | Recorde pessoal       |
| 8                 | Keira D'Amato          | Estados Unidos     | 2:23:34 |                       |
| 9                 | Mizuki Matsuda         | Japão              | 2:23:49 |                       |
| 10                | Citlali Moscote        | México             | 2:26:33 |                       |
| 11                | Zhang Deshun           | China              | 2:28:11 |                       |
| 12                | Jess Piasecki          | Reino Unido        | 2:28:41 |                       |
| 13                | Leslie Sexton          | Canadá             | 2:28:52 | Recorde da temporada  |
| 14                | Sarah Klein            | Austrália          | 2:30:10 | Recorde pessoal       |
| 15                | Militsa Mircheva       | Bulgária           | 2:30:20 |                       |
| 16                | Alisa Vainio           | Finlândia          | 2:30:29 |                       |
| 17                | Tereza Hrochová        | Chéquia            | 2:30:39 | Recorde da temporada  |
| 18                | Risper Gesabwa         | México             | 2:30:47 | Recorde da temporada  |
| 19                | Mieke Gorissen         | Bélgica            | 2:31:06 | Recorde da temporada  |
| 20                | Beverly Ramos          | Porto Rico         | 2:31:10 | Recorde nacional      |
| 21                | Zhanna Mamazhanova     | Cazaquistão        | 2:31:15 |                       |
| 22                | Li Zhixuan             | China              | 2:31:20 | Recorde da temporada  |
| 23                | Maor Tiyouri           | Israel             | 2:31:54 | Recorde pessoal       |
| 24                | Hanna Lindholm         | Suécia             | 2:32:08 | Recorde pessoal       |
| 25                | Carolina Wikström      | Suécia             | 2:32:24 |                       |
| 26                | Kinsey Middleton       | Canadá             | 2:32:56 |                       |
| 27                | Élissa Legault         | Canadá             | 2:37:35 |                       |
| 28                | Adrijana Pop Arsova    | Macedônia do Norte | 2:41:20 |                       |
| 29                | Kit Ching Yiu          | Hong Kong          | 2:43:13 | Recorde da temporada  |
| 30                | Munkhzaya Bayartsogt   | Mongólia           | 2:46:09 |                       |
| 31                | Tsao Chun-yu           | Taipé Chinesa      | 2:47:02 | Recorde da temporada  |
| 32                | Aydee Huaman           | Peru               | 3:04:16 | Recorde da temporada  |
| 33                | Ashete Bekere          | Etiópia            | DNF     | DNF                   |
| 33                | Andrea Bonilla         | Colômbia           | DNF     | DNF                   |
| 33                | Rosa Chacha            | Colômbia           | DNF     | DNF                   |
| 33                | Immaculate Chemutai    | Uganda             | DNF     | DNF                   |
| 33                | Ruth Chepngetich       | Quênia             | DNF     | DNF                   |
| 33                | Rose Harvey            | Grã-Bretanha       | DNF     | DNF                   |
| 33                | Charlotte Purdue       | Grã-Bretanha       | DNF     | DNF                   |
| 33                | Ababel Yeshaneh        | Etiópia            | DNF     | DNF                   |
| 33                | Hitomi Niiya           | Japão              | DNS     | DNS                   |

Legenda
| Recorde mundial       | Recorde mundial (World record)               |                       | Recorde africano                      | Recorde africano (African) |                                           | Q | Classificado por posição (Qualified) |
| Recorde do campeonato | Recorde do campeonato (Championship record)  | Recorde da América    | Recorde da América (Americas)         | q                          | Classificado por melhor tempo (Qualified) |   |                                      |
| Melhor marca do ano   | Melhor marca do ano (World leading)          | Recorde asiático      | Recorde asiático (Asian)              | DNS                        | Não largou (Did not start)                |   |                                      |
| Recorde nacional      | Recorde nacional (National record)           | Recorde europeu       | Recorde europeu (European)            | DNF                        | Não terminou (Did not finish)             |   |                                      |
| Recorde pessoal       | Recorde pessoal do atleta (Personal best)    | Recorde da Oceania    | Recorde da Oceania (Oceania)          | DSQ / DQ                   | Desclassificado (Disqualified)            |   |                                      |
| Recorde da temporada  | Recorde da temporada do atleta (Season best) | Recorde sul-americano | Recorde sul-americano (South America) | NM                         | Sem marca (No mark)                       |   |                                      |